# 長繁由
長 繁由（ちょう しげよし）は、安土桃山時代から江戸時代にかけての武士。

## 概要
天正18年（1590年）の豊臣秀吉による小田原征伐では武蔵国松山城主・上田朝広（憲定か）が小田原城での戦いに参戦していた（籠城していた）ため、若林直則らと共に松山城を防衛した。松山城陥落後は中山信吉らと共に武蔵国八王子城の防衛に当たっており、「北条陸奥守氏照遺臣武功の者十七人」と呼ばれた。17人の中には繁由が子を養子に出す中山氏や若林氏がいる。慶長13年（1608年）1月29日には徳川鶴千代（後の頼房）の家人となり常陸国真壁郡に所領を得た。元和4年（1618年）には中山信吉に従った氏照の遺臣達が水戸藩に仕え、常陸国久慈郡に采地を与えられた。水戸城下の「八王寺町」（現水戸市荒木町・𥚃五軒町）は遺臣達の屋敷地である。旧氏照遺臣達は「水戸藩八王子衆」と呼ばれる場合がある。